# Samtse
Samtse è un centro abitato del Bhutan, situato nel distretto di Samtse.